# Магомедов, Гусейн Магомедсаламович
Гусейн Магомедсаламович Магомедов (24 декабря 1997, с. Уллуая, Левашинский район, Дагестан, Россия) — российский боксёр, бронзовый призёр чемпионата России. Мастер спорта России международного класса.

## Спортивная карьера
В сентябре 2013 года в Киеве стал серебряным призёром чемпионата мира среди юниоров. В июле 2016 года завоевал золотую медаль открытого Всероссийского турнира по боксу класса «А» в Избербаше. В ноябре 2019 года вышел в полуфинал чемпионата России, где уступил Алексею Мазуру и завоевал бронзовую медаль. В декабре 2019 года представлял ЦСКА на Кубке нефтяных стран в Белоярском.

## Достижения
- Чемпионат России по боксу 2019 — ;